# Mascha Bruskina

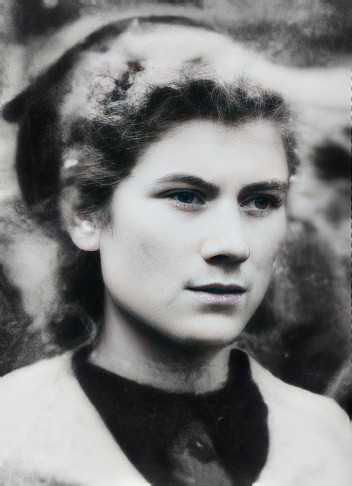
Mascha Bruskina

Marija (Mascha) Borisowna Bruskina (russisch Мария Борисовна Брускина; geboren 1924 in Minsk; gestorben am 26. Oktober 1941 ebenda) war eine sowjetische Partisanin im Deutsch-Sowjetischen Krieg, die im Alter von 17 Jahren durch die deutsche Wehrmacht öffentlich hingerichtet wurde.  

## Leben
Mascha Bruskina, eine Nichte des Bildhauers Sair Asgur, war Mitglied der Jugendorganisation Komsomol und der Pioniere. Im Pionierpalast besuchte sie die Theaterklasse. Mit 11 Jahren leitete Bruskina die Pioniergruppe ihrer Klasse, später die Komsomolgruppe an ihrer Schule. Eine kommunistische Jugendzeitschrift druckte ein Foto von ihr mit der Bildunterschrift: „Mascha Bruskina, Achtklässlerin in der 28. Schule in Minsk. Sie hat nur gute und sehr gute Noten.“ Ihre Schulzeit endete im Juni 1941. 

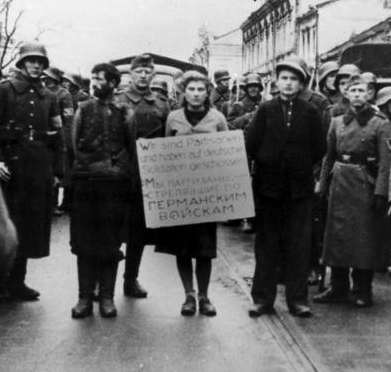
Masha Bruskina auf dem Weg zu ihrer Hinrichtung

Nach der Besetzung von Minsk durch deutsche Soldaten im Sommer 1941 musste sie als Jüdin zunächst im Ghetto leben. Um es verlassen zu können, färbte sie ihre Haare blond und gab sich als Nichtjüdin aus. Sie schloss sich einer Widerstandsgruppe an und meldete sich freiwillig als Krankenpflegerin in einem Lazarett für verwundete sowjetische Soldaten. Um einer Gruppe von Offizieren die Flucht aus der Stadt zu ermöglichen, schmuggelte sie Zivilkleidung, Medikamente, Frontberichte und eine Kamera zur Herstellung gefälschter Personaldokumente ein. Um den 14. Oktober 1941 wurde sie denunziert und von den Deutschen verhaftet. Obwohl sie im Gefängnis gefoltert wurde, gab sie keine Informationen über die Widerstandsgruppe preis. In dem Wissen, dass sie hingerichtet werden würde, schrieb sie aus der Haft einen Brief an ihre Mutter mit der Bitte, ihr gute Kleidung zu schicken, damit sie ein würdevolles Aussehen bewahren könne. Durch die Bestechung eines Wärters gelang dies. Laut dem deutsch-amerikanischen Historiker Jochen Hellbeck verstand Mascha Buskina, „erzogen in einem sowjetisch-humanistischen Geist“, ihren Widerstand von Anfang an als „Verteidigung der Menschlichkeit gegen die unmenschlichen Handlungen der Invasoren“.
Am  26. Oktober 1941 wurde Bruskina zusammen mit zwei männlichen Partisanen, Kirill Trus und Wolodja Schtscherbazewitsch, gefesselt durch die Straßen von Minsk zu ihrer Hinrichtungsstätte vor den Toren einer Hefefabrik geführt. Dabei musste sie ein Schild mit der wahrheitswidrigen Aufschrift „Wir sind Partisanen und haben auf deutsche Soldaten geschossen“ in deutscher und russischer Sprache um den Hals tragen. Das Kommando über die öffentliche Hinrichtung durch Erhängen, die von einem unbekannten Angehörigen der Litauischen Hilfspolizei fotografisch dokumentiert wurde, hatte ein Offizier der 707. Infanterie-Division der deutschen Wehrmacht. Sie wurde als Erste der Gruppe zum Galgen geführt. Dort leistete sie symbolischen Widerstand, indem sie den Zuschauern demonstrativ den Rücken zukehrte. Absicht der Besatzer war es, durch das Filmen und Fotografieren Buskina mit dem demütigenden um den Hals gehängten Plakat als Beispiel für gefühllose aller Weiblichkeit beraubten jüdisch-bolschewistische Untermenschen zu präsentieren. Da man Mascha Bruskina nur erhobenen Hauptes in den Straßen von Minsk zur Hinrichtungsstätte führen konnte, schlug diese Inszenierung fehl. Anstatt die junge Frau zu demütigen und als menschlichen Abschaum vor Augen zu führen, dokumentieren die Aufnahmen ungewollt ihre menschliche Würde und Selbstbeherrschung auf dem Weg zu ihrer Ermordung.  Zur Abschreckung der Bevölkerung wurden die Leichen drei Tage lang zur Schau gestellt. An diesem Tag wurden in Minsk insgesamt 12 Partisanen in vier Gruppen exekutiert. Es wird angenommen, dass dies die ersten öffentlichen Hinrichtungen nach dem deutschen Überfall auf die Sowjetunion waren. Für Minsk selbst war es die erste öffentliche Hinrichtung überhaupt in der Geschichte der Stadt.

## Nachwirkung

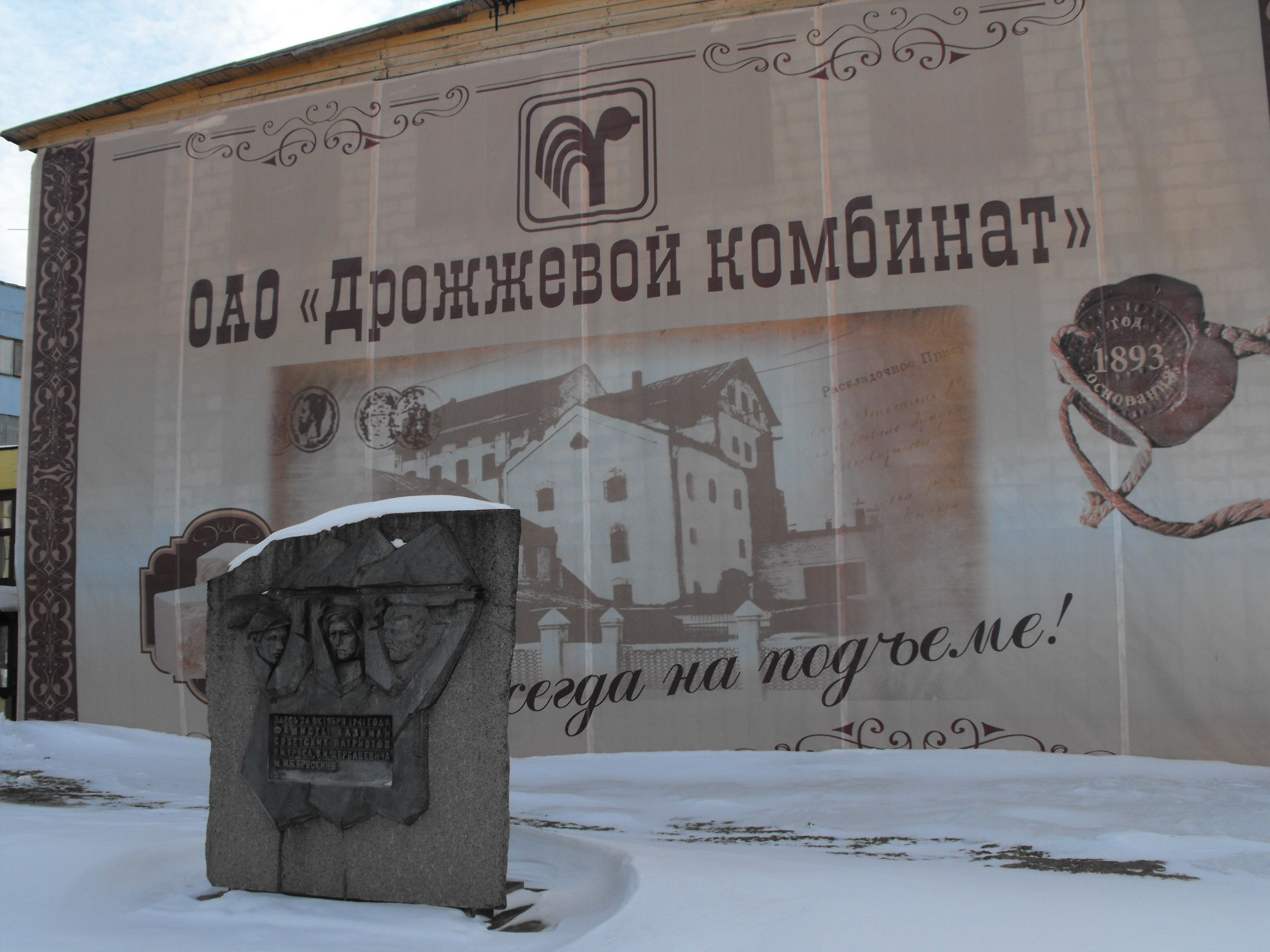
Gedenkstein am Ort der Hinrichtung in Minsk

Unmittelbar nach ihrem Tod schlossen sich im russischen Sektor ehemalige Klassenkameraden Bruskinas den Partisanen an.
Nach dem Krieg wurden die Fotos der Hinrichtung zu Schlüsselbildern des sowjetischen und belarussischen Widerstands gegen die Nationalsozialisten. Sie wurden in zahlreichen Veröffentlichungen, darunter auch Schulbüchern, abgedruckt und in Ausstellungen gezeigt, allerdings wurde der Name von Mascha Bruskina nicht genannt. Sie wurde, im Gegensatz zu ihren beiden Kameraden, auch nicht posthum ausgezeichnet. Einige Historiker argumentieren, dass es für die sowjetische Führung eine Rolle gespielt habe, dass sie Jüdin war und statt ihr die kurze Zeit später hingerichtete russische Partisanin Soja Kosmodemjanskaja zur Heldin aufgebaut werden sollte. Des Weiteren entsprach Bruskina nicht dem verbreiteten Stereotyp von Juden als passiven Opfern. Nach Kriegsende hatte bereits eine Jugendfreundin, Jelena Drapkina, das Mädchen auf einem Foto in einem Museum in Minsk wiedererkannt, ihr Hinweis wurde von der Museumsleitung aber ignoriert. Der Name wurde erst 1968 publik, nachdem die Filmemacher Lew Arkadiew und Ada Dikhtiar mehrere Zeitzeugen befragt hatten und so ihre Identität herausfinden konnten. Von staatlicher Seite wurde diese jedoch lange angezweifelt. Historikerkonferenzen, die 1992 und 1996 in Minsk stattfanden, blieben ohne Ergebnis. Bis ihr Name auf einem Gedenkstein am Ort der Hinrichtung angebracht wurde, dauerte es noch bis Juli 2009. 
Eine weitere Gedenkstätte befindet sich in dem israelischen Jugenddorf HaKfar HaYarok, außerdem ist in Jerusalem seit 2007 eine Straße im Stadtteil Pisgat Ze’ev nach ihr benannt.  

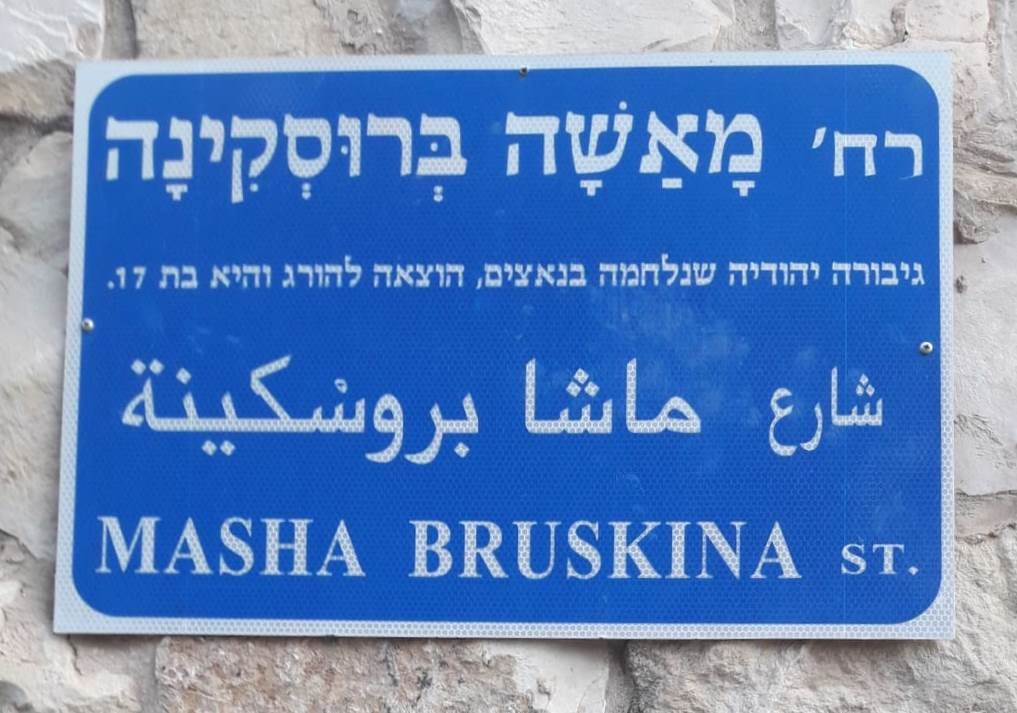
Straßenschild in Jerusalem

Die Künstlerin Nancy Spero schuf 1996 das Kunstwerk Masha Bruskina/Vulture Goddess, eine Collage auf Papier.